# Primula subularia
Primula subularia är en viveväxtart som beskrevs av William Wright Smith. Primula subularia ingår i släktet vivor, och familjen viveväxter. Inga underarter finns listade i Catalogue of Life.